# رودي هرنانديز (لاعب كرة قاعدة)
رودي هرنانديز (بالإسبانية: Rudy Hernández)‏ هو لاعب كرة قاعدة مكسيكي، ولد في 18 أكتوبر 1951 في إمبالمي في المكسيك.

## وصلات خارجية
- رودي هرنانديز على موقعبيزبول رفرنس.كوم (الدوري الرئيسي) (الإنجليزية)
- رودي هرنانديز على موقعبيزبول رفرنس.كوم (الدوري الثانوي) (الإنجليزية)